# Montboudif
Montboudif is een gemeente in het Franse departement Cantal (regio Auvergne-Rhône-Alpes) en telt 182 inwoners (2018). De plaats maakt deel uit van het arrondissement Saint-Flour.

## Geografie
De oppervlakte van Montboudif bedraagt 20,9 km², de bevolkingsdichtheid is 10,8 inwoners per km².
De onderstaande kaart toont de ligging van Montboudif met de belangrijkste infrastructuur en aangrenzende gemeenten.

## Demografie
Onderstaande figuur toont het verloop van het inwonertal (bron: INSEE-tellingen).

Vanwege een beveiligingsprobleem met de MediaWiki Graph-software is het momenteel niet mogelijk deze grafiek weer te geven. Zodra de software is bijgewerkt zal de grafiek vanzelf weer zichtbaar worden.

## Geboren in Montboudif
- Georges Pompidou (1911-1974), politicus (premier en later president van Frankrijk)

## Afbeeldingen

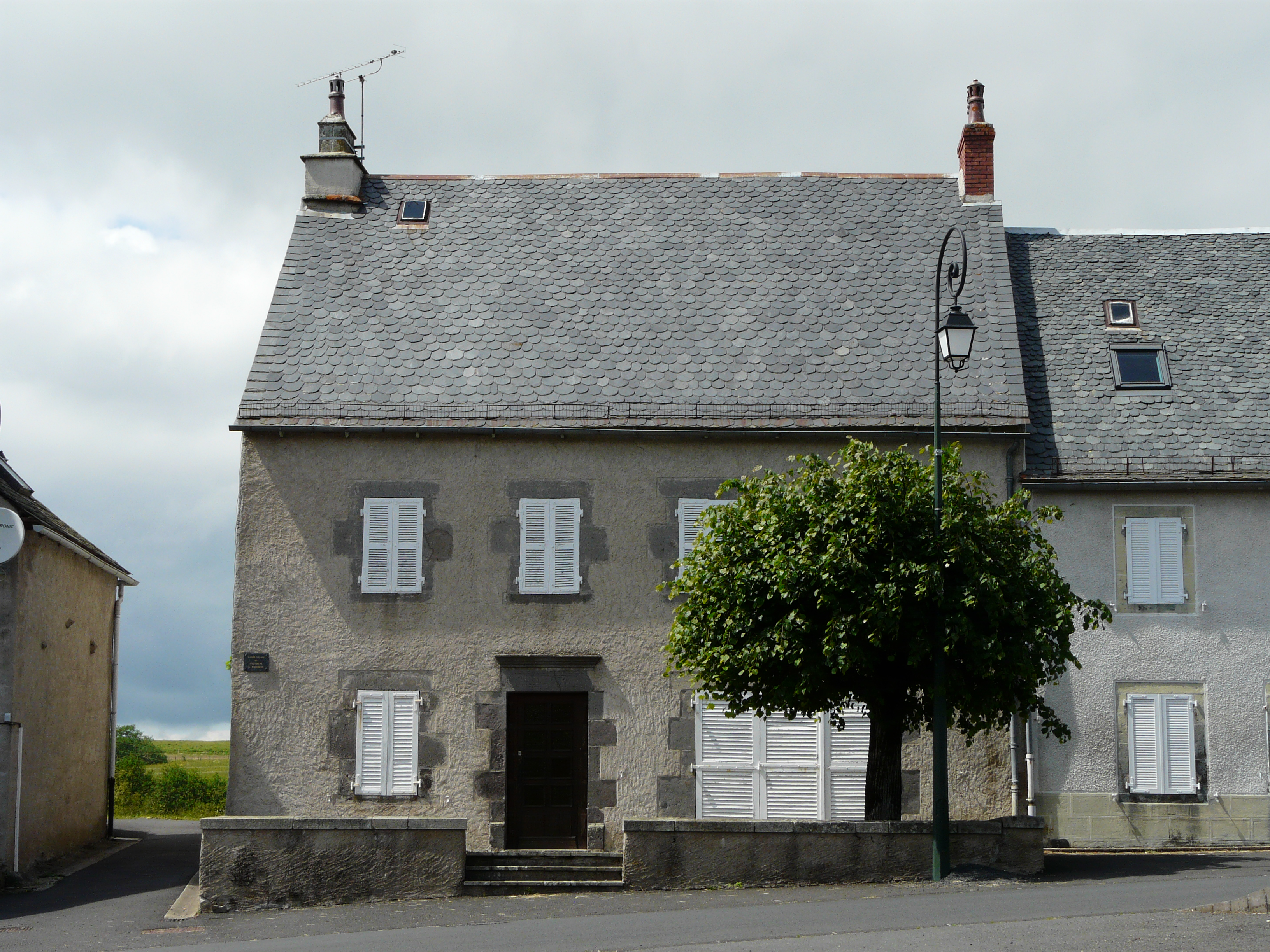
Maison Pompidou
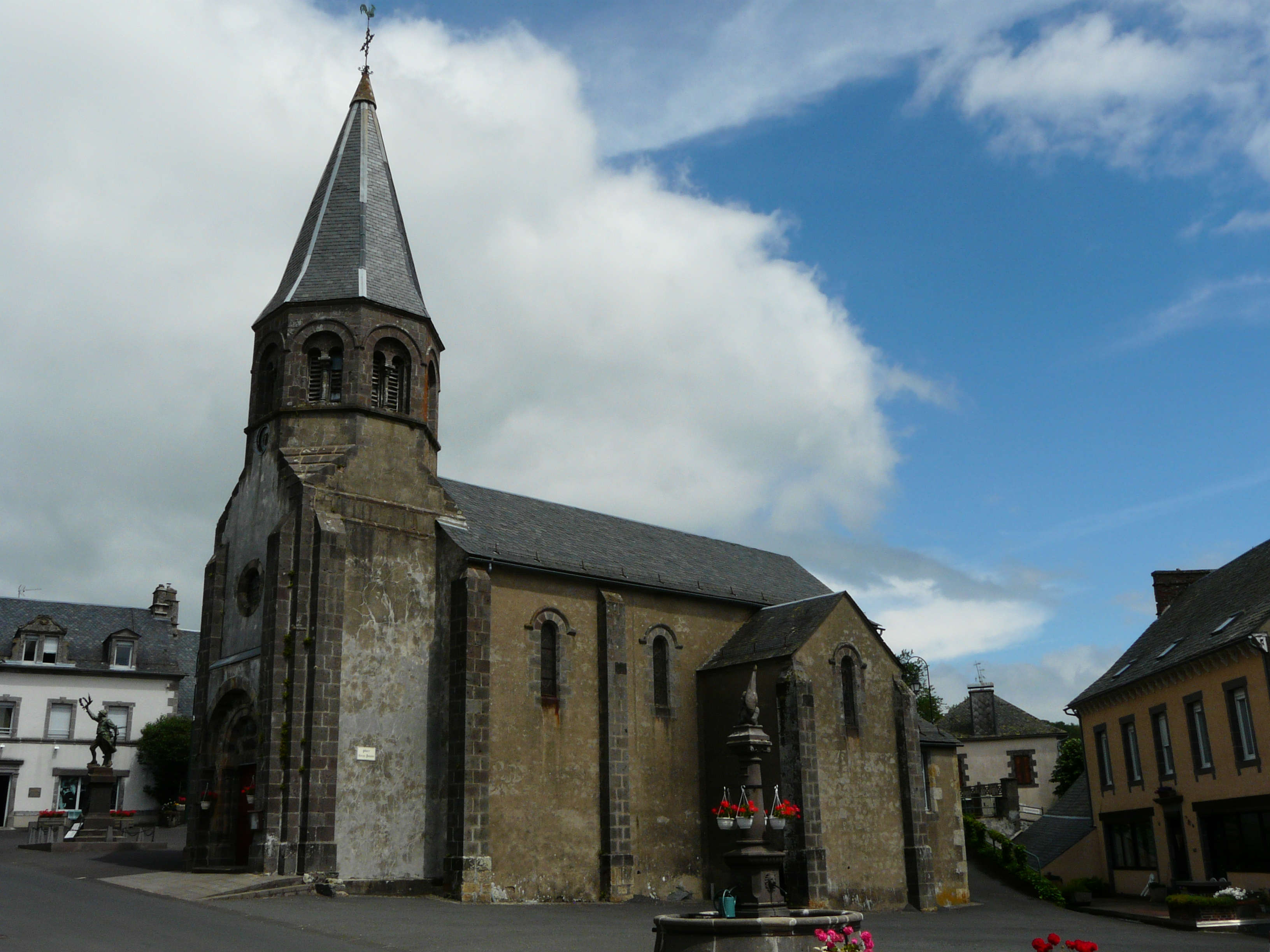
Kerk in Montboudif